# جایزه بزرگ سنگاپور ۲۰۲۴
جایزه بزرگ سنگاپور ۲۰۲۴ (به طور رسمی به عنوان جایزه بزرگ ۲۰۲۴ سنگاپور ایرلاین فرمول ۱ شناخته می شود) یک مسابقه اتومبیلرانی فرمول یک بود که در ۲۲ سپتامبر ۲۰۲۴ در پیست خیابانی مارینا بی در خلیج مارینا، سنگاپور برگزار شد. این مسابقه هجدهمین دور از مسابقات فرمول یک فصل ۲۰۲۴ بود.